# Ottorino Respighi
Ottorino Respighi, italijanski skladatelj in muzikolog, * 9. julij 1879, Bologna, † 18. april, 1936, Rim.

## Življenje in delo
Respighi velja za najuspešnejšega italijanskega simfoničnega skladatelja na prehodu iz 19. v 20. stoletje. Rojen je bil v družini glasbenikov, nato je glasbo študiral v rojstnem mestu, kjer je diplomiral iz violine. Nekaj let je živel v Petrogradu, kjer je bil solo violist v orkestru. Tam ga je v kompoziciji poučeval Nikolaj Rimski-Korsakov in skladatelj je kasneje sam priznal, da je ruski mojster bistveno vplival na njegovo skladateljsko pot. Kasneje je Respighi postal profesor kompozicije na akademiji svete Cecilije v Rimu in bil nekaj let celo direktor te častitljive ustanove. Po letu 1925 je opustil poučevanje in se docela posvetil komponiranju. Bil je odličen poznavalec gregorijanskega korala in stare glasbe, pa tudi skladateljskih prijemov novoromantične glasbe in francoskega impresionizma. Zapustil je veliko število simfoničnih, komornih in opernih del, med njimi vrsto transkripcij starih skladb in suit za mali orkester, najbolj znan pa je po simfoničnih pesnitvah, ki jih je večinoma navdihnilo večno mesto: Rimski vodnjaki (Fontane di Roma), Rimske pinije (Pigni di Roma), Rimski prazniki (Feste Romane), Cerkvena okna in Ptiči.